# Agencia VU

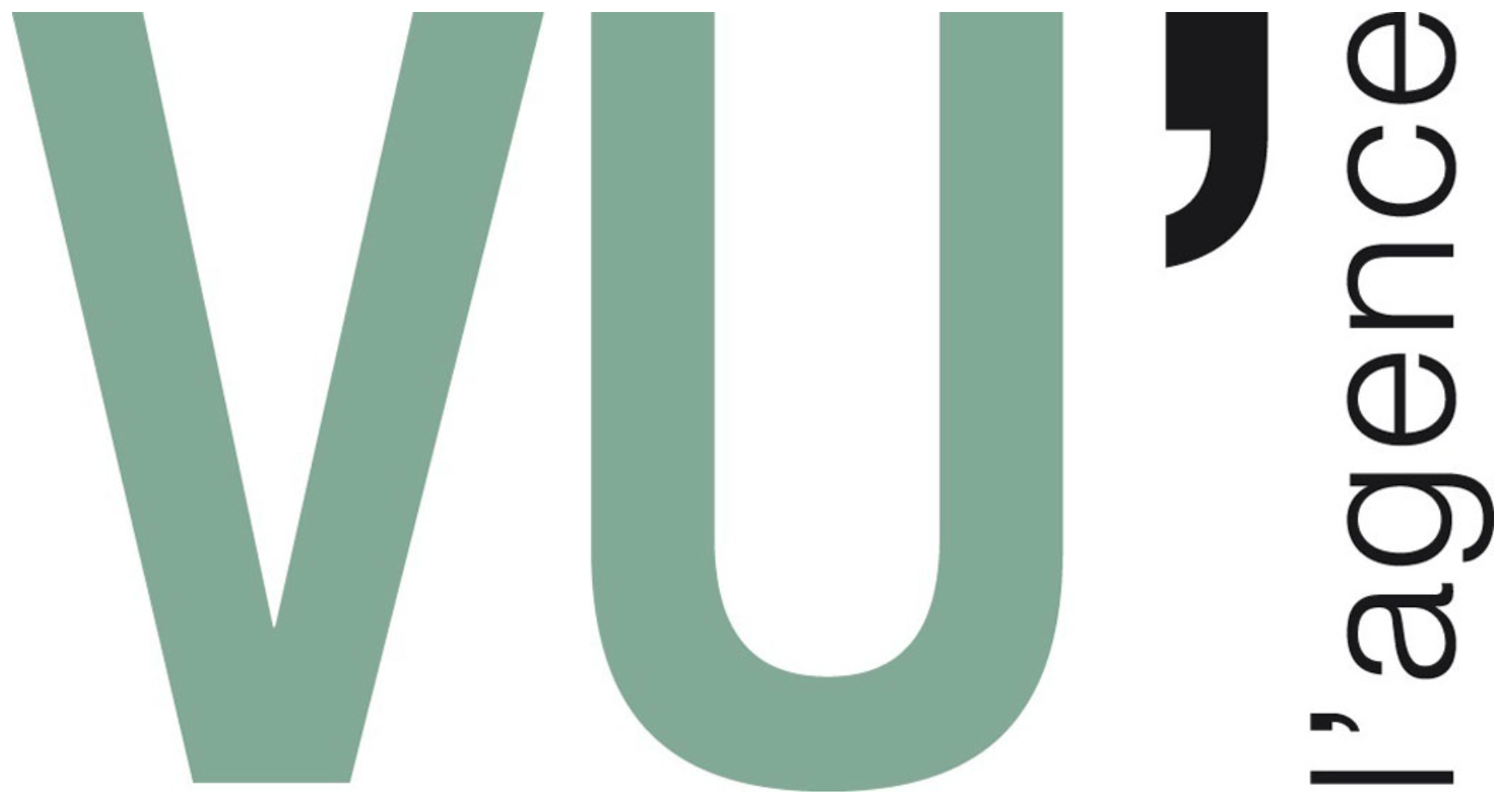
Logotipo de Agence Vu

Creada en 1986 por Christian Caujolle editor gráfico de Libération.

L'Agence VU' es adquirida en 1997 por el grupo Abvent.
Su nombre procede de un semanario ilustrado de los años 1928 a 1940, VU, dirigido por Lucien Vogel en el que publicaron entre otros Brassaï, Robert Capa o Man Ray.
La agencia VU tiene la ambición de representar a los mejores fotógrafos contemporáneos sin distinción de estilo o actividad. La agencia trabaja tanto con fotoperiodistas como con otros fotógrafos que utilizan la fotografía de cualquier otro modo. Es una agencia no especializada donde los fotógrafos intervienen sobre multitud de temas: deporte, cultura, política, sociedad, economía, ...
Distribuye más de 100 fotógrafos de todo el mundo, con 24 nacionalidades representadas.
Posee más de un millón de fotografías, 15 000 reportajes y 60 exposiciones.

## Los Fotógrafos
Son miembros de la Agencia VU una treintena de fotógrafos como Michael Ackerman, Bertrand Desprez, Claudine Doury, Alvaro Ybarra Zavala, Hugues de Wurstemberger, Denis Darzacq, Pierre-Olivier Deschamps, Rip Hopkins, Martin Kollar, Alain Bizos, Vanessa Winship, Pieter Ten Hoopen, Steeve Iuncker, Miquel Dewever-Plana, Gilles Favier, Arja Hyytiäinen, Cédric Gerbehaye, Navia, Kosuke Okahara, Juan Manuel Castro Prieto,  Ian Teh, David Sauveur, Paolo Verzone, Lars Tunbjork, José Manuel Navia, Ouka Leele, Michel Vanden Eeckhoudt Kathryn Cook e Isabel Muñoz.
VU', distribuye también importantes fondos fotográficos como los de Jeffrey Silverthorne, Christer Strömholm, Anita Conti, Antanas Sutkus…

## La galería VU'
En 1988 se crea la Galería VU, una de las mayores galerías privadas en París dedicada a la fotografía, con una superficie de 550 m².
La Galería VU presenta seis exposiciones al año y participa en las ferias de arte contemporáneo más importantes.